# Silas Klein Cardoso
Silas Klein Cardoso (São Bernardo do Campo, 2 de junho de 1986) é um teólogo e comunicólogo brasileiro. Sua pesquisa explora a fronteira entre a história das religiões, a história de tradições bíblicas e a história da arte antigo-oriental, com especial atenção ao sul do Levante antigo.
Foi vencedor do Prêmio CAPES de Tese 2020 da área de Ciências da Religião e Teologia e do Grande Prêmio CAPES de Tese Bertha Koiffmann Becker, prêmios considerados o “Oscar da ciência” brasileira. Atualmente é professor na Faculdade Unida de Vitória e pesquisador associado nas universidades de Berna e Zurique.

## Carreira acadêmica
Silas Klein Cardoso cursou bacharelados em Comunicação Social (2007) e em Teologia (2013) pela Universidade Metodista de São Paulo. Também realizou, na mesma instituição, seu mestrado (2015) e doutorado (2019) em Ciências da Religião, o último que se beneficiou de um período de pesquisas no Departamento de Estudos da Religião da Universidade de Zurique (2018-2019).
Em 2020, sua tese de doutorado, "Redes mágico-míticas no alvorecer de Israel: "religião" no platô de Benjamim no Ferro I-IIA", foi reconhecida com os dois principais prêmios acadêmicos nacionais: o Prêmio CAPES de Tese da área de Ciências da Religião e Teologia; e o Grande Prêmio CAPES de Tese Bertha Koiffmann Becker do Colégio de Humanidades da Capes (Ciências Humanas, Ciências Sociais Aplicadas, Linguística, Letras, Artes e Interdisciplinar).
Entre 2020-2023, foi pesquisador no projeto suíço-israelense, Stamp Seals from the Southern Levant, financiado pela Swiss National Science Foundation e conduzido pelas universidades de Zurique, Berna e Tel Aviv. No projeto, coordenou o módulo de pesquisa sobre abordagens interartísticas à Bíblia, isto é, abordagens exegéticas cujo objetivo primário é a clarificação de aspectos da Bíblia e seu contexto a partir da comparação com evidências iconográficas supostamente originadas no mesmo contexto. No período, também lecionou como professor convidado na Faculdade de Teologia da Universidade de Basileia.
Em 2024, atuou como pesquisador no projeto de pesquisa "Paleographic networks: Towards automated paleographic dating", financiado pela Swiss National Science Foundation e liderado por Eythan Levy na Universidade de Berna. O projeto possuía como objetivo o desenvolvimento de uma nova metodologia automatizada para a datação paleográfica, tendo como objeto de estudos o corpus de selos epigráficos hebraicos pré-helenísticos.
Ainda em 2024, teve aprovada pela Faculdade de Teologia da Universidade de Berna sua tese de livre-docência (Habilitationsschrift) "The Devoured Code: Southern Perspectives on Interartistic Approaches to the Bible" (publicada no Brasil como "O código devorado: os usos da arte antigo-oriental na exegse bíblica"), que consiste no resultado de suas pesquisas pós-doutorais. Assim, a Universidade de Berna lhe logrou o título de livre-docente (Privatdozent) sob a venia docendi (habilitação para ensino) em "Teologia Protestante, Antigo Testamento com foco no universo bíblico" (Evangelische Teologie, Altes Testament mit Schwerpunkt Biblische Umwelt).
Desde agosto de 2024, é professor permanente no Programa de Pós-Graduação Profissional em Ciências das Religiões e na Faculdade de Teologia da Faculdade Unida de Vitória. Ele também é, respectivamente desde junho de 2022 e julho de 2024, pesquisador associado nas universidades de Berna e Zurique.

## Principais áreas de pesquisa
- Hermenêutica de textos sagrados (exegese da TaNaKh/Antigo Testamento; abordagens interartisticas à Bíblia);
- Cultura visual religiosa;
- História das religiões (sul do Levante; antiga Palestina/Israel);
- Arqueologia e iconografia (antigo-oriental; sul levantina; arte em miniatura);
- Paleografia hebraica antiga;
- Teorias de mídia e religião;

## Publicações (selecionadas)

### Artigos
- A casa de Saul e suas divindades. Estudos Bíblicos, v. 37, p. 289–305, 2021.[28]
- A Tale of Twelve Thousand Cards: Stamp Seals’ Scholarship History with Social-Material Lenses. Near Eastern Archaeology, v. 86, n. 4, p. 266–273, 2023.[29]
- Amuletos como mídia: poder estampado em ossos e o “antigo Israel”. Caminhando, v. 25, n. 1, p. 141–161, 2020.[30]
- As formas das deusas da antiga Palestina/Israel: padrões de representação iconográfica de deusas no Período do Ferro. Revista de Interpretação Bíblica Latino-Americana,  v. 92 (Diosas, Brujas y Profetisas), p. 75–94, 2024.[31]
- Beyond the Image-Text Divide. In Search of a Multidimensional Approach to Compare Visual Artifacts and Biblical Texts. Die Welt des Orients, v. Sonderheft, n. 1, p. 15–36, 2024.[32]
- Exegese Iconográfica: uma brevíssima introdução. Caminhando, v. 26, p. 1–26, 2021.[33]
- Loosening religion. O que torna um artefato “religioso” na história da religião sul-levantina? Reflexão, v. 48, n. e237246, p. 1–21, 2023.[34]
- Sotaques do poder: recombinações visuais e os fundamentos do imaginário régio judaíta. Caminhando, v. 26, p. 1–21, 2021.[35]
- Templos da Casa de Saul? Dissonâncias entre o registro bíblico e material. Caminhando, v. 25, n. 2, p. 55–76, 2020.[36]
- The Genesis of Iconographic Exegesis. Currents in Biblical Research, v. 21, n. 2, p. 178–217, 2023.[37]
- The Goddesses and Gods of Saul. Pistis & Práxis, v. 12, n. 2, p. 352–370, 2020.[38]

### Livros e teses
- Para ler a Bíblia: introdução e boas práticas hermenêuticas. São Paulo: Três Um Três, 2016.
- O código devorado: os usos da arte antigo-oriental na exegese bíblica. São Paulo: Editora Recriar, 2025.
- Redes mágico-míticas no alvorecer de Israel: “religião” no platô de Benjamim no Ferro I-IIA. 2019. 450 f. Tese (Doutorado em Ciências da Religião) - Universidade Metodista de São Paulo, São Bernardo do Campo, 2019.
- Reflexões para quarentena: 40 leituras em Provérbios para dias de pandemia e distanciamento social. São Paulo: Três Um Três, 2020.
- The Devoured Code: Southern Perspectives on Interartistic Approaches to the Bible. 2024. 281 f. Habilitationsschrift (Evangelischer Theologie, Altes Testament mit Schwerpunkt Biblische Umwelt) - Universität Bern, Bern, 2024.

### Livros editados
- BIERMANN, Bruno; KLEIN CARDOSO, Silas; PORZIA, Fabio; UEHLINGER, Christoph (eds.). Challenging Dichotomies and Biases in the Study of the Ancient Southern Levant. Göttingen: Vandenhoeck & Ruprecht, 2024.